# Giáo hoàng Bônifaciô I
Bonifacius I (Tiếng Việt: Bônifatiô I) là Giáo hoàng kế nhiệm Giáo hoàng Zosimus. Ông được suy tôn là thánh của nhà thờ công giáo. Theo niên giám tòa thánh năm 1806 thì ông lên ngôi Giáo hoàng vào năm 418 và ở ngôi trong 3 năm, 8 tháng, 5 hoặc 7 ngày. Niên giám tòa thánh năm 2003 xác định triều đại của ông kéo dài từ ngày 28 hoặc 29 tháng 12 năm 418 cho tới ngày 4 tháng 9 năm 422.
Người ta không rõ lắm về tên khai sinh cũng như nơi sinh của ông. Tuy nhiên theo Liber Pontificalis thì Bonifacius sinh tại Rôma. Ông cùng thời với thánh Augustine của Hippo (354-480). Sự can thiệp của ông hoàng Charles xứ Ravenna đánh dấu bước khởi đầu cho thời kỳ thế quyền xen vào việc bầu chọn Giáo hoàng.

## Tranh chấp chức vụ
Sau khi Giáo hoàng Dôsimô qua đời, cuộc bầu cử Giáo hoàng chia thành hai phe. Phe các phó tế đã bầu tổng phó tế Eulalius kế vị Giáo hoàng Dôsimô vào ngày 27 tháng 12. Nhưng ngày 28, các linh mục lại chọn một trong những người của họ là Boniface. Hai người đã cùng được tấn phong vào ngày 29 tháng 12 và mỗi người phe mình.
Galla Placidia, vợ của Consantinus III – hoàng đế của đế quốc Tây Rôma, hỏi Honorius và ông đã gửi một chỉ dụ hướng dẫn cả hai người không được vào Roma. Honorius đã triệu tập một Thượng hội đồng giám mục ở Ravenna vào ngày 29 tháng 2 năm 419. Thực ra, Thượng hội đồng giám mục vì do dự nên đã để cho hoàng đế quyết định. Vì ông này hình như không vội vàng nên vào dịp lễ Phục Sinh, Eulalius đã mất hết kiên nhẫn và trở lại thành Rôma để thực hiện nghi thức thánh tẩy (baptisms) và mừng ngày lễ Phục sinh. Khi hoàng đế biết điều này, Eulalius đã bị mất vị thế và buộc rời khỏi Roma.
Các đội quân của Honorius lúc đó can thiệp vào để Boniface trở thành Giáo hoàng. Trong khi Eulalius tự an ủi mình với một tòa giám mục ở Campania (ông qua đời ở đó một cách thầm lặng vào năm 423). Để tránh lặp lại vấn đề, Honorius đã công bố một dụ quyết định rằng trong trường hợp có hai cuộc bầu, thì không người nào trong hai người được bầu làm Giáo hoàng, nhưng người ta sẽ tiến hành cuộc bầu một người thứ ba.

## Triều đại giáo hoàng
Vị Giáo hoàng đã tái lập phẩm cách Giáo hoàng vốn đã vị tiền nhiệm của ông làm tổn thương. Ông rút lại nhiệm chức của Patrôclô thành Arles, đã được Dôsimô bổ nhiệm làm trưởng giáo chủ các tỉnh Viên và Narbonna. Điều này làm yên lòng hàng giáo sĩ Gallô. Boniface tiếp tục lên án lạc thuyết Pelagianism, thuyết phục hoàng đế Theodosius II đưa vấn đề về giáo phận Illyricum về quyền tài phán của Rô-ma, mặc dù trước đây ông đã trao quyền này cho thượng phụ Constantinôpôli và bảo vệ các quyền của tòa thánh.
Người ta cho rằng ông là tác giả các sắc lệnh cấm phụ nữ, cho dầu họ là nữ tu, chạm đến các đồ khăn vải thánh (kể cả để giặt chúng) hoặc đến bàn thờ để đốt hương ở đó. Ông cũng cấm những người nô lệ trở thành giáo sĩ. Ông từ trần ngày 4 tháng 9 năm 422. Ông được mừng lễ vào ngày 4 tháng 9.